# FAG
FAG Kugelfischer AG med säte i tyska Schweinfurt är världens äldsta kullagertillverkare – pionjären inom rullningslagerindustrin.
FAG:s grundare, Friedrich Fischer (1849–1899), uppfann 1883 kulslipprocessen som möjliggjorde serieproduktion av härdade stålkulor med hög noggrannhet. Hans revolutionerande uppfinning var början på den globala rullningslagerindustrin.
Georg Schäfer (1861–1925) övertog företaget 10 år efter Friedrich Fischers död. Genom stort personligt engagemang skapade han ett internationellt erkänt företag.
Varumärket FAG står för ”Fischer Aktien-Gesellschaft“ och registrerades 1905.
FAG har tillverkning av rullningslager i Tyskland, England, Portugal, Italien, Österrike, Ungern, Kanada, USA, Brasilien, Indien, Kina och Sydkorea. FAG rullningslager säljs över hela världen.
Sedan 2003 ingår FAG som ett företag i INA Schaeffler-gruppen och blir tillsammans en av världens största tillverkare av rullningslager.